# Panchlora nivea
La Panchlora nivea es una especie de cucaracha de la familia Blaberidae del género Panchlora que son conocidas como la cucarachas verdes o cucarachas cubanas. Se distribuyen en Cuba, partes de Colombia y Estados Unidos.

## Características y hábitat
La especie fue descrita por Carlos Linneo en 1758. Las cucarachas verdes o cubanas se distribuyen en Cuba y partes de los Estados Unidos como los estados de Florida y Texas. Miden entre 15 y 24 mm. Las cucarachas al nacer son de color negro café, y cuando alcanzan su tamaño adulto su color cambia al verde. Suelen estar más activas durante la noche para ingresar a lugares en busca de alimentos o para hacer sus nidos.